# A Coruña (provincie)
A Coruña (Spaans: La Coruña) is een provincie van Spanje en maakt deel uit van de regio Galicië. De provincie gebruikt officieel haar Galicische naam. A Coruña heeft een oppervlakte van 7950 km² en telde 1.120.501 inwoners in 2021, verdeeld over 94 gemeenten.
De hoofdstad van de provincie is de gelijknamige stad A Coruña (La Coruña).

## Luchthavens
- Aeropuerto de Lavacolla - Santiago de Compostella
- Aeropuerto de Alvedro - A Coruña

## Havens
- A Coruña -  - Costa da Morte
- Malpica -   - Costa da Morte
- Camariñas -   - Costa da Morte
- Fisterra -   - Costa da Morte
- Ferrol -   - Rías Altas
- Cariño -  - Rías Altas
- Espasante -  - Rías Altas
- Cedeira -  - Rías Altas

## Demografische ontwikkeling
Bron: INE
Opm: Bevolkingscijfers in duizendtallen

## Bestuurlijke indeling
De provincie A Coruña bestaat uit 18 comarca's die op hun beurt uit gemeenten bestaan. De comarca's van A Coruña zijn:
- Arzúa
- A Barbanza
- A Barcala
- Bergantiños
- Betanzos
- A Coruña
- O Eume
- Ferrolterra
- Fisterra
- Muros
- Noia
- Ordes
- Ortegal
- Santiago
- O Sar
- A Terra de Melide
- A Terra de Soneira
- O Xallas

Zie voor de gemeenten in A Coruña de lijst van gemeenten in provincie A Coruña.

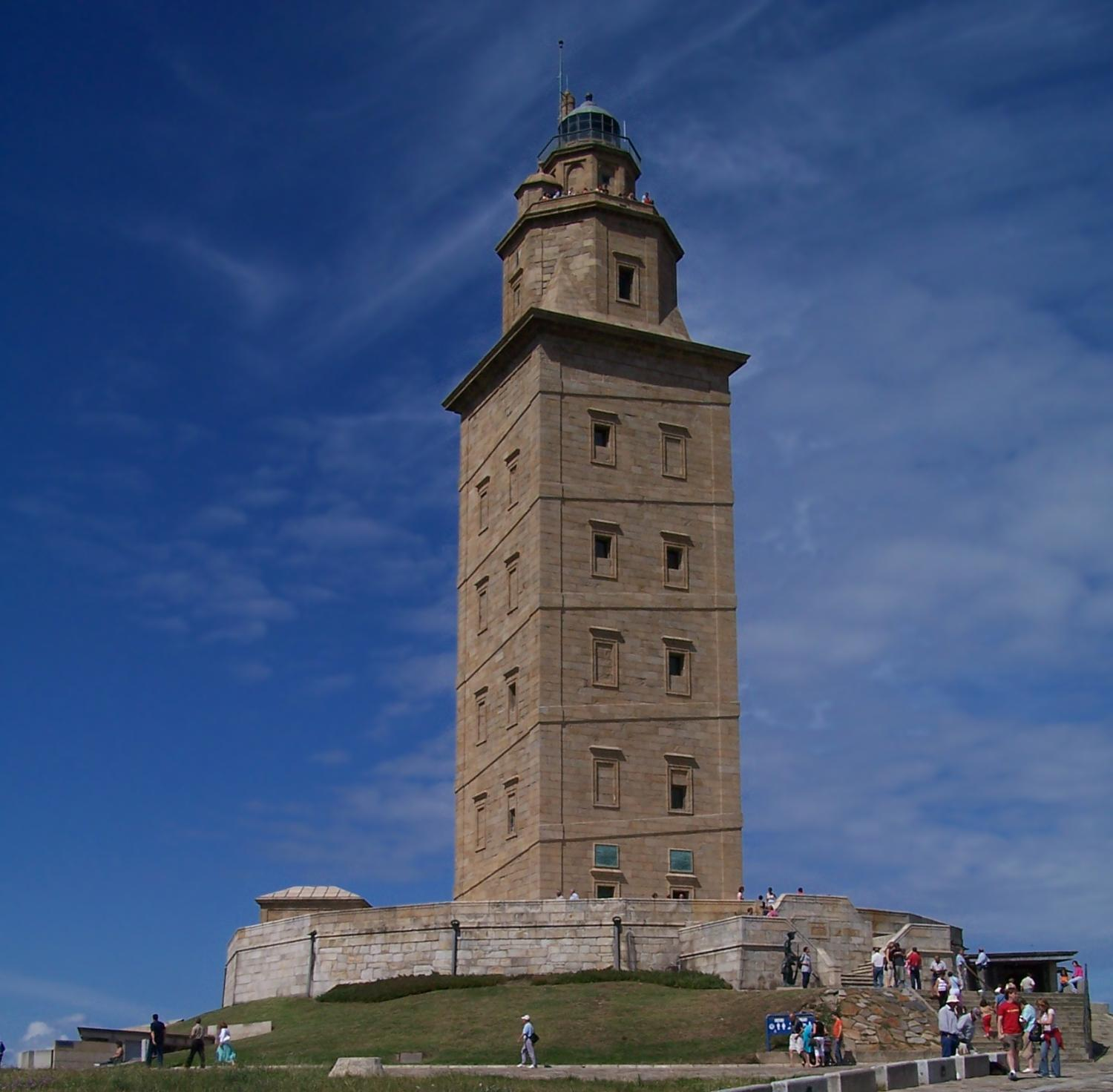
A Coruña
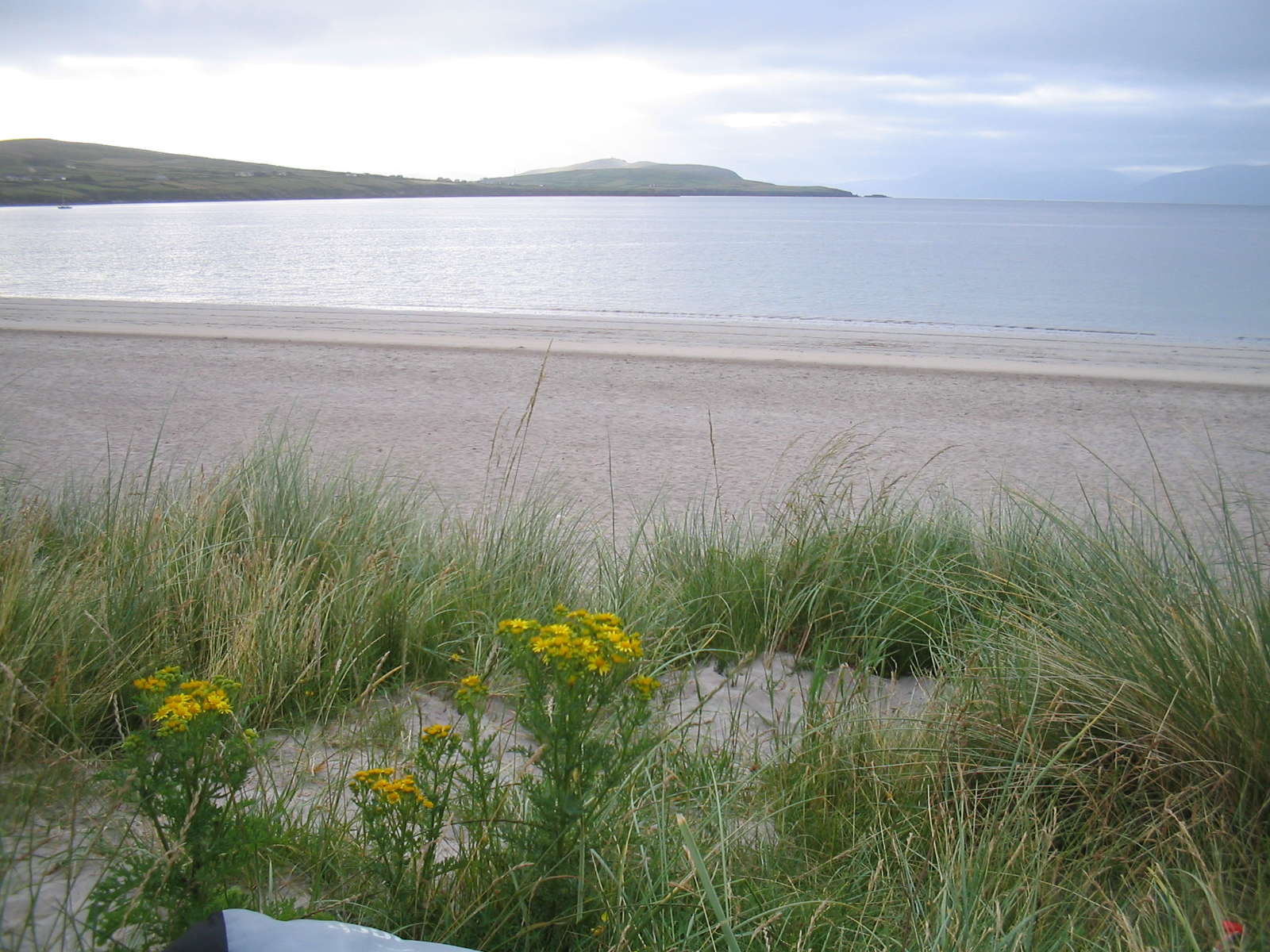
Ferrol
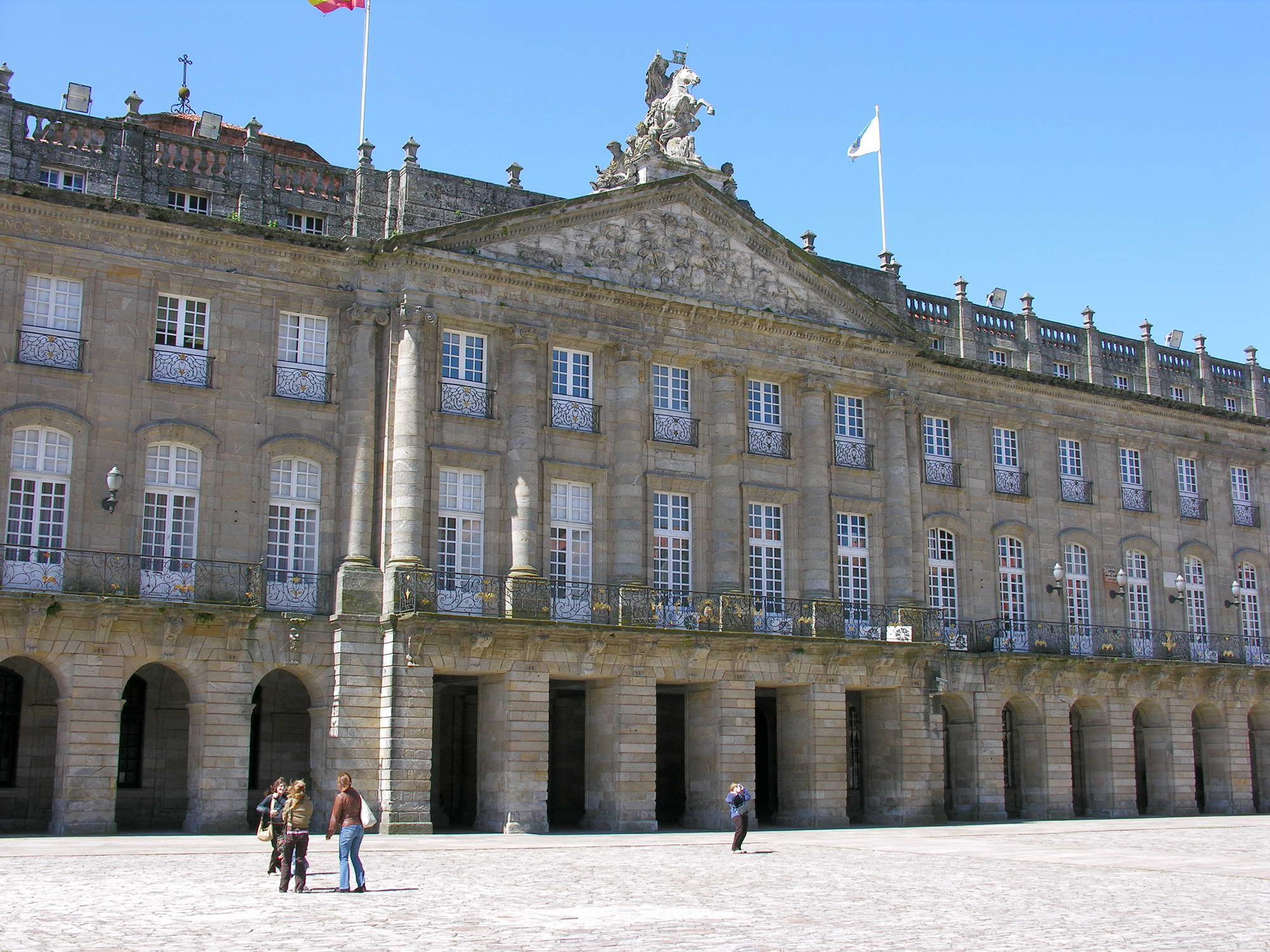
Santiago de Compostella
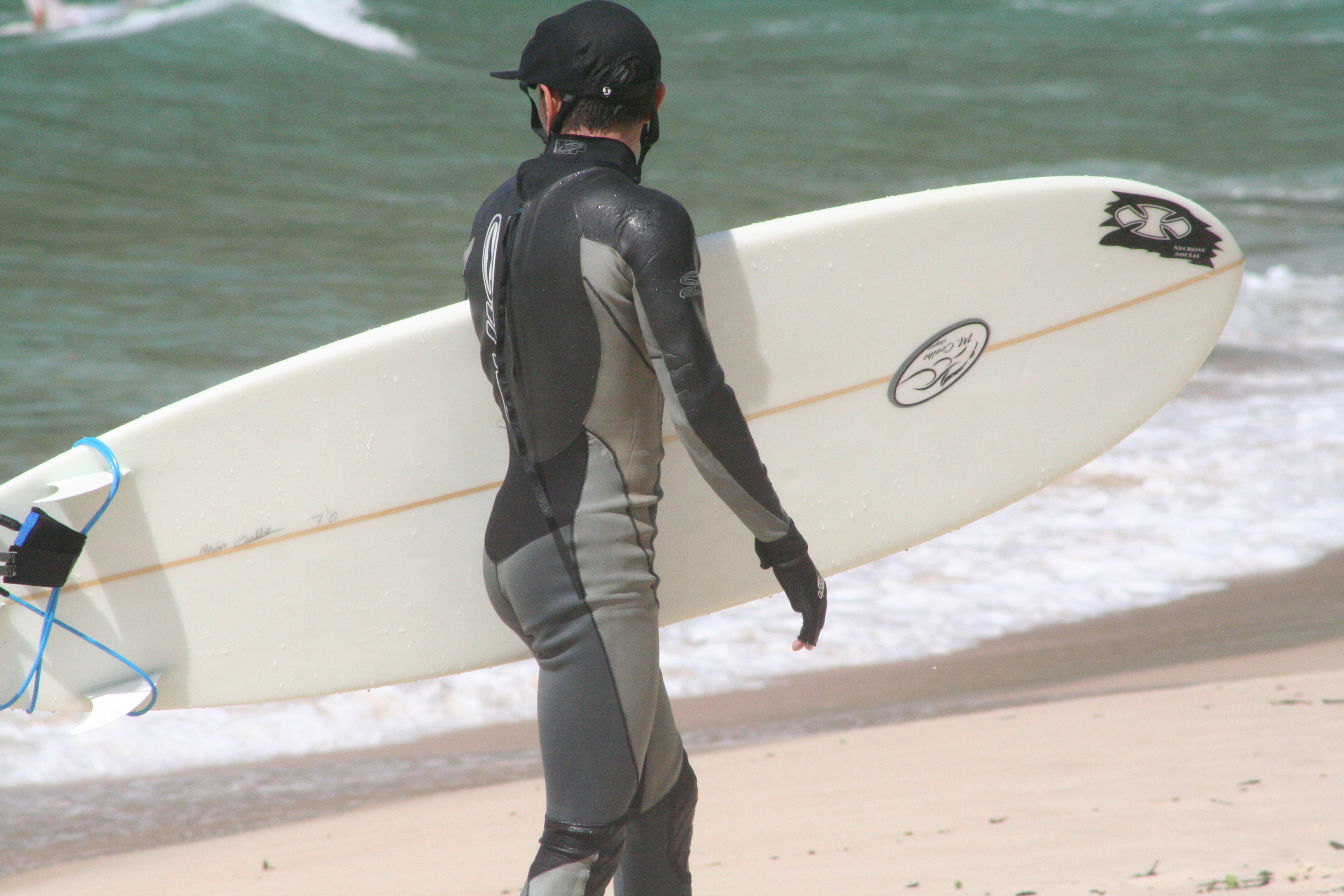
Valdoviño